# Alberto Cano
Alberto Cano Sánchez (Madrigalejo, Cáceres, 1998) es un jugador español de baloncesto. Con una altura de dos metros y un centímetro, juega en la posición de alapívot, pudiendo también jugar como alero.

## Trayectoria deportiva
Alberto Cano comenzó a jugar a baloncesto en el club CD Inicia de Villanueva de la Serena (Badajoz). En la temporada 2013/14 perteneció a las categorías inferiores del Club Baloncesto Sevilla, para recalar la temporada siguiente en el San Antonio, equipo filial del Caceres Ciudad del Baloncesto, disputando algunos minutos con el primer equipo. Tras completar su etapa junior, firmó en la temporada 2016/17 con el Cáceres, que disputa la Liga LEB Oro española.
En la temporada 2017/18 disputó la Liga EBA con el Aquimisa Carbajosa.
Cano ha sido internacional con la selección española en categorías inferiores (U14 y U15).